# Paolo Ferretti
Paolo Ferretti oppure Paolo Maria Ferretti, al secolo Francesco Ferretti (Subiaco, 5 maggio 1866 – Bologna, 22 aprile 1938) è stato un insegnante e gregorianista italiano.

## Biografia
Figlio di Angelo e di Adriana Giammei, nel 1884 prese i voti monastici benedettini nell'abbazia di S. Giuliano d'Albaro a Genova. 
Fu abate del monastero di San Giovanni Evangelista a Parma dal 1900.
Studiò teologia nel collegio di Sant'Anselmo in Roma laureandosi in filosofia e in teologia.
Gregorianista rigoroso, fu tenace assertore, dal 1909, della necessità di riforma della musica sacra e della opportunità di creare una Scuola Superiore di Musica Sacra a Roma, presso la Santa Sede.
Tra i numerosi ruoli ed incarichi ottenuti da Ferretti annoveriamo quello di collaboratore della congregazione dei Riti per la sacra liturgia conferitogli dal papa nel 1914, oltreché la vicepresidenza dell'Associazione italiana di S. Cecilia. 
Alla sua istituzione, ne fu prima docente (ricoprendo la cattedra di paleografia, estetica e teoria gregoriana superiore) e poi preside, sino alla sua morte, avvenuta il 23 marzo 1938 nella stazione di Bologna, mentre era in viaggio per partecipare al congresso eucaristico di Budapest.
Insegnò nella scuola dell'abbazia di Torrechiara di Parma, dove divenne famoso per le sue interpretazioni nell'ambito della musica gregoriana. Ferretti seguì le teorie sul canto gregoriano di dom Mocquereau e nei suoi trattati si distinse per lo studio scientifico, il rigore metodologico e la lucidità espositiva.
Fu della commissione musicale della diocesi parmense e tra le sue opere principali vi sono: Principii teorici e pratici del canto gregoriano (1905), Il cursus metrico e il ritmo delle melodie del canto gregoriano (1913).

## Opere
- Rapporti tra gli accenti della melodia e gli accenti del testo negli inni liturgici, giambici, quaternari, in Boll. ceciliano, III(1908), pp. 77-83;
- Il Seminario e sua azione per la riforma del canto liturgico (relazione letta al congresso toscano di Pisa, 18 ott. 1909), ibid., IV (1909), pp. 66-79;

- L'introito Jerusalem della IV dom. di quaresima, in Rassegna gregoriana, IX(1910), pp. 6-10;
- Il cursus metrico e il ritmo delle melodie gregoriane, Roma 1913;
- Principi teorici e pratici del canto gregoriano, ibid. 1914;
- L'antifona "Repleatur os meum" e il versetto "Pro Episcopo" in canto gregoriano, in Boll. cecil., X(1915), pp. 34 s.;
- Polemiche intorno all'archetipo gregoriano del b. Umberto O. P., ibid., XIII (1918), pp. 14-19;
- Il canto della Passione della Settimana Santa, in Rivista liturgica, V(1918), pp. 69-75;
- Les formes rythmiques du "Pes subbipunctis" d'après manuscripts, in Revue grégorienne, X (1920), pp. 173-180;
- Martyrium Agnetis Virginis, testo per l'oratorio omonimo musicato da L. Refice, New York 1927;
- Papal documents on figured music from the 14th to the 20th century ..., Roma 1927;
- I manoscritti musicali gregoriani dell'Archivio di Montecassino, Montecassino 1929;
- Pio XI e la musica sacra, in Boll. cecil.,XXIV (1929), pp. 182-185
- Estetica Gregoriana, Trattato delle forme musicali del Canto Gregoriano, Roma - Pontificio Istituto di Musica Sacra, volume primo, 1934;
- L'introito "Sacerdotes Dei", ibid., XXX (1935), pp. 13-16;
- L'Antifona "Venite Populi", ibid., pp. 81 s.; Teoria superiore gregoriana, Roma 1937;
- Carattere dell'accento tonico nel canto gregoriano, in Riv. liturg., XXV(1938), pp. 117-130;
- Harmonia e ritmica nella musica antica, a cura di P. Ernetti, in Iucunda Laudatio (Venezia) 1969, n. 3-4.